# Kim Il-Sung Universitetet
Kim Il-Sung Universitetet (koreansk: 김일성종합대학) er Nordkoreas største universitet beliggende i hovedstaden Pyongyang. Universitetet er Nordkoreas første universitet, det blev bygget året efter den kommunistiske magtovertagelse og blev officielt indviet den 1. oktober 1946. Universitetet er ejet af staten og opkaldt efter grundlæggeren af Nordkoreas stat, Kim Il-Sung. 
39°3′29″N 125°46′6″Ø / 39.05806°N 125.76833°Ø

## Studier
Universitetet har over 16.000 tilmeldte elever og 2800 ansatte. 
Der tilbydes mere end 25 studier, bl.a. historie, religion, statskundskab, økonomi, geografi, psykologi, filosofi, geologi, matematik, sprog og atomfysik.

## Optagelseskrav
Det er et krav, at man er medlem af kommunistpartiet i Nordkorea for at kunne tilmelde sig et studie. 
Derudover skal man fremvise eksamensbevis fra et gymnasium i Nordkorea. Det er dog gratis, at studere på universitetet. 
Det er tilladt for udenlandske statsborgere at ansøge om at studere på universitetet. I 2002 udviklede en russisk IT-student et computer styresystem kaldet Red Star OS på universitetet.

## Alumner
- Kim Jong-un
- Kim Jong-il
- Ri Sol-ju
- Rüdiger Frank
- Kang Jinwoo
- Kyong Wonha